# Godzilla: Final Wars
Godzilla: Final Wars (ゴジラ Final Wars Gojira: Final Wars?) es una película japonesa de ciencia ficción, tokusatsu y kaiju de 2004 producida y distribuida por Tōhō. Es la 29ª película de la franquicia de Godzilla, la 28ª película de Godzilla dirigida por Tōhō y la sexta película de la serie Millennium. Fue dirigido por Ryuhei Kitamura y producido por Shogo Tomiyama. Es la película conmemorativa del 50.º aniversario de la saga, por lo que un gran grupo de actores de los films previos de Godzilla, clásicos y recientes, hicieron un cameo en ella. La MPAA catalogó a este film como "PG-13" debido a las intensas escenas de violencia.
La película fue estrenada en los cines de Japón el 4 de diciembre de 2004, estimándose unos ingresos de ¥1 200 000 000 ($10 000 000). Godzilla: Final Wars fue la película que logró la mayor recaudación en la saga Millenium del personaje, recaudando ¥2 000 000 000 ($20 000 000 $) contra un presupuesto de 19 millones de dólares. El film fue lanzado en DVD y VHS en Japón el 22 de julio de 2005, y en Estados Unidos en Sony Pictures Entertainment DVD el 13 de diciembre de 2005.
A pesar del título, esta no es la última película de Godzilla. Tōhō decidió retirar al personaje por un período de cinco a diez años (hasta mayo de 2014) donde le concede los derechos a la Warner Bros. Pictures en propósito de renovar el interés por las series de Godzilla.

## Argumento
Interminables guerras y la contaminación ambiental hacen surgir poderosos kaijus que ponen en peligro a la Tierra. Como resultado, las Fuerzas de Defensa Global (FDG) deciden proteger a la humanidad. La organización es considerada la mejor en tecnología y alimentación, naves y soldados, y tienen un grupo de humanos mutantes con superpoderes, entre ellos destaca Shinichi Ozaki un joven y poderoso mutante quien no alcanza todo su potencial por su naturaleza amable y pacífica, lo que le causa conflictos con Kazama, su mejor amigo, quien lo ve como un mutante inferior al no creer que posea verdadero poder. Godzilla es el único oponente insuperable de las FDG, pero hace décadas en una batalla desesperada una de sus naves logró enterrarlo bajo un glaciar de la Antártida, donde permanece sellado en animación suspendida hasta la actualidad.
En el presente, Ozaki es enviado como guardaespaldas de Miyuki Otanashi una científica que debe estudiar el fósil de Gigan, un kaiju cíborg descubierto por la FDG que viene del espacio exterior; Miyuki explica a Ozaki que el ADN mutante posee una quinta base nitrogenada desconocida que los diferencia de los humanos a la que llaman Base M y que los análisis demuestran que el fósil también posee. Mientras lo estudian ambos son teletransportados a la isla Infant por las Shobijin, las hadas guardianas que cuidan el sueño de Mothra, una vez allí les revelan que en la antigüedad la gigantesca polilla combatió a esta criatura para salvar al mundo. Antes de devolverlos, dan a Ozaki un críptico mensaje señalando que su sangre está maldita, le advierten de los peligros que vienen y le entregan un talismán que aseguran lo ayudará en el futuro. 
Sorpresivamente una multitud de kaijus aparece en las mayores ciudades del mundo, Kumonga en Arizona, Zilla ataca Sídney, Shanghái es destruido por Anguirus, Nueva York por Rodan, Kamacuras aparece en París y Okinawa cae bajo el poder de King Caesar; ante un ataque de semejante envergadura, las FDG se ven sobrepasadas. Tras destruir muchas ciudades, los kaijus desaparecen abruptamente; al tiempo que una enorme nave espacial aparece sobre Tokio. Los Xilians, una raza alienígena, se muestran como entes amistosos que han capturado a los kaijus que atacaban al mundo como muestra de sus buenas intenciones, revelando a las autoridades que vienen a detener un meteoro que pronto chocará con el planeta.
Ozaki, Miyuki y su hermana Anna, una reportera, desconfían ya que descubrieron que el meteoro es solo un holograma y los emisarios terrícolas encargados de mediar con los Xillians fueron reemplazados por impostores lo mismo que los líderes de las FDG; por ello contactan a Douglas Gordon, el más rudo capitán de las FDG (quien fuera el joven artillero que sepultó a Godzilla bajo el glaciar) y reúnen a los pocos soldados que aún hay para revelar la verdadera naturaleza de los extraterrestres. Al mismo tiempo Minilla, el hijo de Godzilla, vaga por los bosques de Japón hasta que es encontrado por un cazador y su nieto, quienes se embarcan en un viaje donde el joven Kaiju es su guía.
Finalmente los aliens son desenmascarados como malvados conquistadores en televisión, por lo que cambian a una actitud más agresiva y revelan que millones de años atrás esparcieron en la Tierra su material genético y gracias a ello en la actualidad existen los kaijus y los mutantes, quienes comparten el Gen X, nombre verdadero de la  Base M, un gen Xillian que les otorga sus poderes y también permite a los alien controlarlos telepáticamente. Tras esto liberan a los kaijus capturados y convierten a los mutantes en sus sirvientes por medio del control mental (menos a Ozaki quien misteriosamente es inmune) para destruir el mundo. Gigan, la antigua máquina de batalla Xillian, despierta y se une al frenesí. Las FDG pierden y las ciudades son destruidas. Ozaki y su grupo logran escapar después que el joven derrota a Kazama, quien intentara matarlo al ser controlado mentalmente por los Xilians.
El poder de los Xilian es abrumador, por lo que el grupo comprende que solo tiene una desesperada opción, llevar a cabo la misión Final War: liberar a Godzilla, único kaiju invencible y, exceptuando a Mothra, sin parentesco genético con los Xillians, por lo tanto ajeno a su control telepático. Piloteando el Gotengo, última nave de batalla terrícola, llegan hasta la Antártida perseguidos por Gigan; allí logran liberar a Godzilla quien mata fácilmente al cíborg antes de perseguir al Gotengo alrededor del globo. Los Xilians envían muchos kaijus para combatirlo, pero el Rey de los Kaiju resulta vencedor en todas las batallas; cuando lucha con Zilla en Sídney, Godzilla lo mata en una batalla corta; en el caso de King Caesar, Anguirus y Rodan no fueron muertos al ser viejos aliados de Godzilla. 
En Tokio, después de derrotar a todos los kaijus alrededor del mundo, Godzilla descubre que un cuerpo celeste enviado por los Xillian para detenerlo se estrellará contra Tokio, por lo que usando todo su poder dispara hacia el espacio desacelerándolo lo suficiente para evitar una destrucción a gran escala; sin embargo el objeto resulta ser el Monstruo X, la más poderosa creación Xillian, quien no solo resulta ileso del disparo, sino también supera por mucho la fuerza del Kaiju con quien inicia una batalla que domina fácilmente; mientras Mothra es invocada por las Shobijin para combatir a un nuevo Gigan mucho más poderoso liberado por los Xillian.
Los humanos enfrentan a los Xillian en un combate final tras lograr penetrar en su fortaleza gracias a que Kazama sacrifica su vida para abrir una apertura como disculpa ante su amigo. Luego de una prolongada batalla, se descubre que Ozaki es inmune al control mental ya que desciende del linaje de los Kaiser, la casta superior de los Xillian; pero el líder de los alien, un Kaiser de sangre pura, usa su tremendo poder para controlarlo y obligarlo a matar a la gente del Gotengo, siendo auxiliado por Miyuki, quien usa el talismán de las Shobijin para liberarlo del control mental y despertar su sangre Kaiser. Gracias a sus poderes los humanos triunfan sobre los extraterrestres y los destruyen. 
Paralelamente, Mothra se sacrifica para lograr destruir a Gigan con una suerte de ataque Kamikaze. Godzilla se aferra a la vida, sacando fuerzas de flaqueza y mucha voluntad logra igualar al Monstruo X, pero este revela que no ha peleado en serio y muta en Keizer Ghidorah, su verdadera forma, con la cual su poder aumenta de forma inimaginable. La larga pelea, las continuas batallas previas y la descomunal diferencia de poder con su rival llevan a Godzilla a una muerte segura después que su enemigo drena la poca energía vital que lo mantiene respirando. En el último instante Ozaki logra recargar y aumentar el poder de Godzilla gracias a su energía Kaiser. Convertido ahora en el Kaiju más poderoso que ha existido, Godzilla destroza fácilmente el cuerpo de Keizer Ghidorah, arrojando sus restos agonizantes al espacio, donde lo remata usando su Rayo espiral.
Finalmente Godzilla nota al Gotengo y se dispone a liquidar a sus otros enemigos: los humanos, quienes se muestran más que dispuestos a morir peleando; pero Minilla, hijo de Godzilla, lo convence de detenerse mientras el pequeño niño que lo acompaña hace lo mismo con los humanos. Luego de volver al mar con Minilla (quién acaba de aprender a usar el aliento atómico), Godzilla lanza un rugido triunfal, similar al de la primera película. Posteriormente, durante los créditos, se observa que mientras las Shobijin lloran su muerte Mothra sorpresivamente regresa a la isla Infant solo con heridas tras su batalla.

## Reparto
- Masahiro Matsuoka como Shinichi Ozaki.
- Rei Kikukawa como Miyuki Otanashi.
- Don Frye como Douglas Gordon.
- Maki Mizuno como la Periodista Anna Otanashi.
- Kazuki Kitamura como el líder Xiliano.
- Tak Sakaguchi como Xiliano.
- Kane Kosugi como Katsunori Kazama.
- Kumi Mizuno como Akiko Namikawa.
- Kenji Sahara como Hachiro Jinguji.
- Masami Nagasawa y Chihiro Otsuka como las Shobijin.
- Kenta Suga como Kenta Taguchi.
- Shigeru Izumiya como Samon Taguchi.
- Masakatsu Funaki como Kumasaka.
- Masatoh Eve como el Xiliano General.
- Jun Kunimura como el Alcalde Kumoro.
- Akira Takarada como Nataro Daigo.
- Tsutomu Kitagawa como Godzilla.
- Kazuhiro Yoshida como Hedorah y Gigan.
- Naoko Kamio como Rodan y Minilla.
- Toshihiro Ogura como Anguirus, Ebirah, y Monster X II.
- Motokuni Nakagawa como King Caesar y Monster X.

## Recepción
Godzilla: Final Wars recibió reseñas mixtas por parte de la crítica y generalmente más positivas por parte de la audiencia. En el portal de internet Rotten Tomatoes, la película posee una aprobación de 40%, basada en 10 reseñas, con una puntuación de 5.8/10 por parte de la crítica, mientras que de parte de la audiencia tiene una aprobación de 70%, basada en 66 684 votos, con una puntuación de 4.3/5.
En el sitio web IMDb los usuarios le han dado una puntuación de 6.5/10, sobre la base de más de 5000 votos.

## Premios y nominaciones
| Año  | Premio                                                 | Categoría                          | Candidato                  | Resultado |
| ---- | ------------------------------------------------------ | ---------------------------------- | -------------------------- | --------- |
| 2005 | Festival Internacional de Cine Fantástico de Neuchâtel | Mejor largometraje                 | Ryuhei Kitamura            | Nominado  |
| 2006 | Fangoria Chainsaw Awards                               | Película extranjera más aterradora | Godzilla: Final Wars       | Nominado  |
| 2015 | Premios Saturn                                         | Mejor colección para DVD/Blu-Ray   | Colección Godzilla de Toho | Nominado  |